# 弗爾科尤鄉
44°14′N 24°22′E / 44.233°N 24.367°E
弗爾科尤鄉（羅馬尼亞語：Fălcoiu）是羅馬尼亞的一個鄉份，位於該國南部，由奧爾特縣負責管轄，處於布加勒斯特以西140公里，每年平均降雨量962毫米，海拔高度88米，2007年人口4,356。